# Pavel Teimer
Pavel Teimer (6. dubna 1935 Lázně Bělohrad – 1. dubna 1970 Praha) byl český grafik a typograf.

## Život
V letech 1952–1956 absolvoval SOŠV Václava Hollara v Praze. Roku 1956 nastoupil na VŠUP do ateliéru Františka Muziky, kde po roce studium přerušil a nastoupil na základní vojenskou službu.

## Dílo

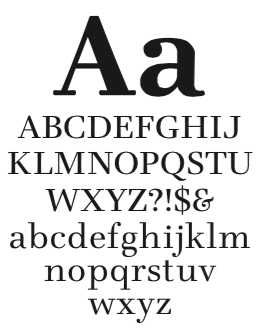
Digitalizace původní Teimerovy antikvy (1967–68) Tomášem Brousilem pod názvem Teimer (2006)

V letech 1960–1966 pracoval jako grafik ve Státním pedagogickém nakladatelství. Je autorem grafického řešení edice filosofické literatury nakladatelství Vyšehrad a dalších knižních i edičních řešení např. pro nakladatelství Odeon, Práce, Státní pedagogické nakladatelství, Lidové nakladatelství či Severočeské nakladatelství. Vytvořil návrhy písem Ato a Pavel (1966). Při návrhu své antikvy a italiky (1967) vycházel z walbaumovského a didotovského typu. V následujícím roce se umístil jako druhý v rámci soutěže na návrh typografického písma pro vědeckotechnickou sazbu (1968). Tuto antikvu později realizoval národní podnik Grafotechna (písmo bylo digitalizováno Tomášem Brousilem, 2006). Inspirací pro tvorbu písma se Teimerovi staly také středověké a renesanční písmařské památky, které od roku 1969 systematicky shromažďoval a tvůrčím způsobem dále rozvíjel.